# Solenopsis helena
Solenopsis helena é uma espécie de formiga do gênero Solenopsis, pertencente à subfamília Myrmicinae.